# Sidemen (plaats)
Sidemen is een bestuurslaag in het regentschap Karangasem van de provincie Bali, Indonesië. Sidemen telt 3780 inwoners (volkstelling 2010).